# Anógeia
Anógeia är en ort i Grekland.   Den ligger i prefekturen Nomós Rethýmnis och regionen Kreta, i den sydöstra delen av landet, 300 km söder om huvudstaden Aten. Anógeia ligger 811 meter över havet och antalet invånare är 2 545.
Terrängen runt Anógeia är huvudsakligen kuperad, men västerut är den bergig. Terrängen runt Anógeia sluttar norrut.Runt Anógeia är det ganska tätbefolkat, med 58 invånare per kvadratkilometer. Närmaste större samhälle är Gázi, 17,0 km öster om Anógeia. 